# Centro Social y Recreativo Español
Centro Social y Recreativo Español – argentyński klub piłkarski z siedzibą w Villa Sarmiento, wchodzącym w skład zespołu miejskiego Buenos Aires.

## Historia
Klub Centro Español założony został 24 czerwca 1934 roku przez grupę entuzjastów pragnących uprawiać różne sporty. Do ligi zawodowej dopuszczony został przez AFA w 1959 roku, jednak nigdy nie zdołał awansować wyżej. Natomiast czterokrotnie tracił prawo gry w lidze zawodowej - w sezonach 1988/1989, 1994/95, 2004/05 oraz 2006/07.